# Severi Savonsalmi
Severi Seth Savonsalmi (* 21. August 2000 in Pielavesi) ist ein finnischer Volleyballspieler.

## Karriere
Savonsalmi begann seine Karriere in Sammo. In der Saison 2016/17 spielte er bei Kiuruveden Luomu-Wolley und anschließend bei Maaningan Mahti. 2018 wechselte er zu Savo Volley. 2021 wurde er von Levoranta Sastamala verpflichtet. Mit dem Verein gewann er in der Saison 2021/22 die finnische Meisterschaft. Mit der finnischen Nationalmannschaft erreichte der Mittelblocker 2022 das Finale der European Silver League. 2022/23 folgte der Gewinn des Doubles aus Pokal und Meisterschaft mit Sastamala. Zur Saison 2023/24 wurde Savonsalmi vom deutschen Bundesligisten VfB Friedrichshafen verpflichtet. Mit dem Verein schied er im Achtelfinale des DVV-Pokals aus, wurde aber im Playoff-Finale der Bundesliga gegen Berlin deutscher Vizemeister. Auch 2024/25 spielt Savonsalmi für Friedrichshafen.